# Kotaku
Kotaku — це веб-сайт і блог відеоігор, які спочатку були запущені в 2004 році як частина мережі Gawker Media. Серед відомих колишніх учасників сайту Люк Сміт, Сесілія Д'Анастазі, Тім Роджерс і Джейсон Шрайер.

## Історія
Kotaku було вперше запущено в жовтні 2004 року, головним сценаристом став Метью Галлант, а цільовою аудиторією були молоді чоловіки. Приблизно через місяць Браяна Кресенте залучили, щоб спробувати врятувати сайт, що зазнав аварій. Відтоді сайт запустив кілька сайтів для окремих країн для Австралії, Японії, Бразилії та Великої Британії. Game Pro назвав Crecente одним із 20 найвпливовіших людей в індустрії відеоігор за останні 20 років, а у 2006 році Edge назвав його одним із 50 найкращих журналістів у сфері ігор. Цей сайт увійшов до «Блогу 100» CNET. список і посів 50 місце в списку «100 найкращих класичних веб-сайтів» журналу PC. Його назва походить від японського отаку (одержимий шанувальник) і префікса «ко-» (маленький).
Стівен Тотіло змінив Брайана Кресенте на посаді головного редактора в 2012 році. Тотіло раніше приєднався до Kotaku в 2009 році в якості заступника редактора.
У квітні 2014 року Gawker Media співпрацювала з Future plc, щоб запустити Kotaku UK, і з Allure Media, щоб запустити Kotaku Australia .
Kotaku був одним із кількох веб-сайтів, які були придбані компанією Univision Communications під час придбання Gawker Media у серпні 2016 року; Згодом Gizmodo Media Group була заснована для придбання Gawker, що працює під Fusion Media Group, підрозділом Univision. Пізніше Gizmodo Media Group була придбана приватною інвестиційною компанією Great Hill Partners у квітні 2019 року та перейменована на G/O Media.
У грудні 2018 року Pedestrian Group, що належить австралійській медіакомпанії Nine Entertainment, придбала Kotaku Australia, і станом на березень 2022 року продовжує ним володіти.
Перехід до G/O Media призвів до кількох відходів із сайту, а також інших дочірніх сайтів під колишнім лейблом Gawker Media через конфлікти з керівництвом G/O Media. Сесілія Д'Анастасіо покинула Kotaku у грудні 2019 року, щоб стати журналістом Wired .  Джошуа Рівера та Гіта Джексон пішли в січні 2020 року, заявивши, що неможливо працювати з новим керівництвом. Джейсон Шраєр, один із авторів Kotaku з 2012 року, відомий своїми глибокими розслідуваннями про умови роботи в різних студіях та історію розробки різноманітних відеоігор, оголосив про свій відхід із сайту 16 квітня 2020 року, посилаючись на проблеми з G/O Mediaщо призвело до збоїв на їх дочірньому веб-сайті Deadspin приблизно в жовтні 2019 року. Згодом Шрайер обійняв посаду в Bloomberg News. У травні 2020 року старший сценарист Харпер Джей Макінтайр покинула Kotaku,пославшись на конфлікти з керівництвом, і приєдналася до Double Fine Productions як менеджер контенту та спільноти.
Kotaku UK закрився 9 вересня 2020 р.
Тотіло оголосив, що залишає посаду головного редактора 5 лютого 2021 року, хоча залишиться працювати в ігровій журналістиці в іншому місці. Райлі Маклеод виконував обов'язки головного редактора після відходу Тотіло, перш ніж Патрісія Ернандес розпочала свою роботу на посаді головного редактора з 2 червня 2021 року.